# Grimming (Adelsgeschlecht)

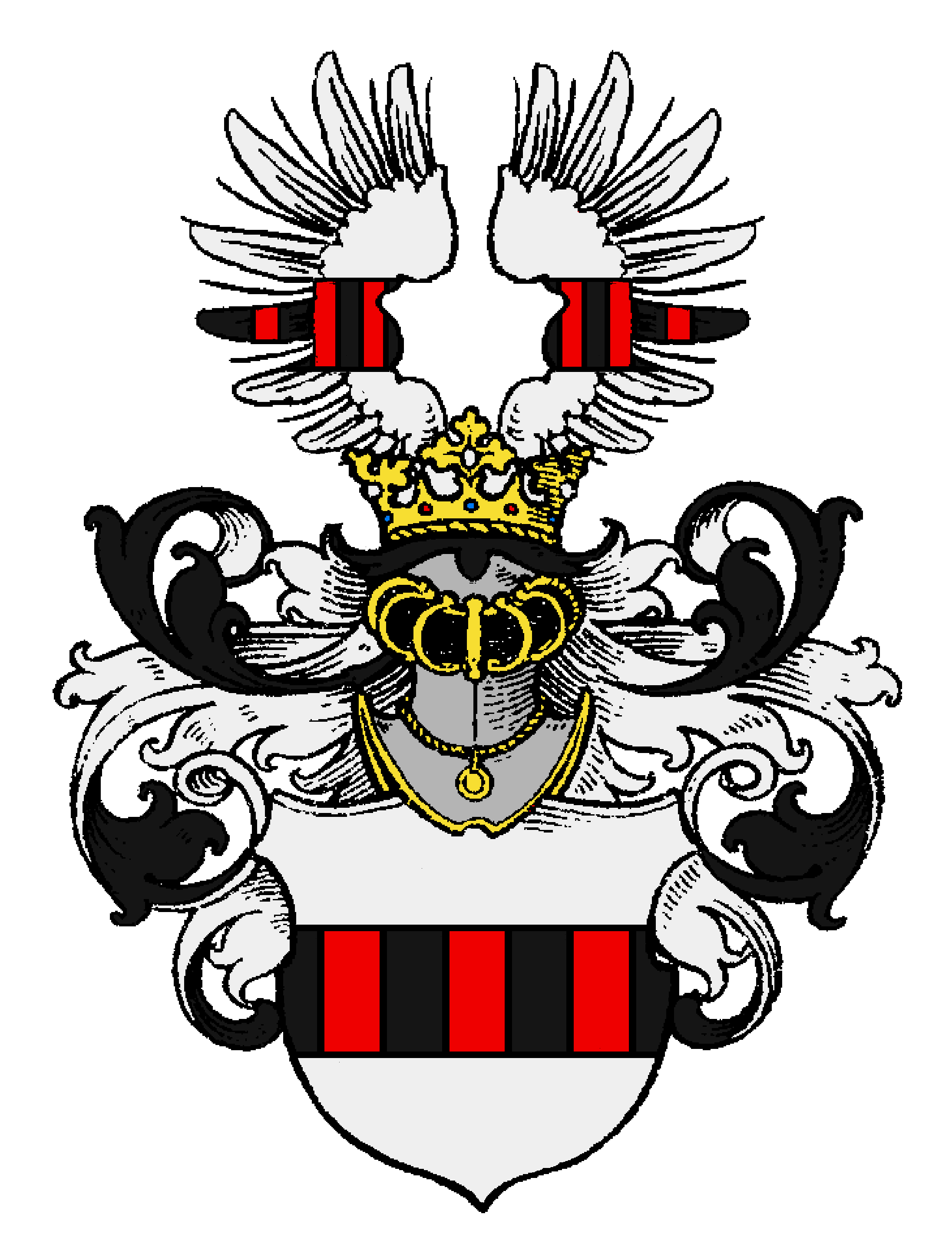
Stammwappen der Grimming

Die Grimminger (auch als Gryming, Grüming, Grimming oder von Grimming bezeichnet) waren wohlhabende Gewerke in Mauterndorf. Die frühen Grimming waren nicht grunduntertänig, sondern hatten ihre Güter zu Beutellehen. Erstmals wird 1430 ein Grimminger genannt, als Hans Grimming vom Salzburger Erzbischof Johann II. von Reisberg ein Lehen gegenüber der Burg Mauterndorf empfing. Das Geschlecht wurde frühzeitig zum Salzburger Adel gezählt und erhielt 1528 die salzburgische Landmannschaft. Lorenz Hübner rechnete sie 1796 zur dritten Klasse des inländischen Adels, „die Landleute, welche eigentlich Patrizier sind, und gewisse Vorzüge und Freyheiten genießen.“

## Geschichte
Der Ansitz Gröbendorf war im 15. und 16. Jahrhundert im Besitz der Grimminger. In der Stadt Salzburg besaßen sie das von ihnen erbaute Schloss Müllegg. Im 16. Jahrhundert erbaute Kaspar Grimming das Schloss Niederrain. Die Grimminger besaßen zwischen 1600 und 1717 in Tamsweg auch das heute noch so genannte Grimmingschloss.
1582 war Hans Karl Grimming zu Niederain, Pfleger und Landrichter in der Gastein, auch im Besitz der Burg Klammstein; ebenso sein Sohn Alexander Grimming zu Niederain, der ab 1597 Klammstein besaß und zudem auch das Landgericht im Gasteiner von seinem Vater übernahm. 1604 heiratete er die Witwe des Christof Weitmoser, Elenore Veronika Freiin von Spaur und Valor. 1606 wurde er Pfleger in Moosham.
Anfang des 17. Jahrhunderts war das Schlossbauerngut in Salzburg im Besitz des Georg Ludwig Grimming. Auf diesen folgte Ludwig von Grimming zu Neudegg.
Veith Balthasar von Grimming war Verordneter der Kärntener Landmannschaft sowie Stadthauptmann und Zeugmeister von Klagenfurt. Sein Bruder war der kaiserliche Hauptmann Georg Ulrich. Beide wurden von Kaiser Ferdinand III. 1649 mit dem Prädikat von Stahl in den erbländischen Freiherrenstand erhoben.
Wie dies üblich war, standen die Grimming mit anderen Salzburger Adelsgeschlechtern in verwandtschaftlicher Beziehung: Ein Ludwig Grimming von Niederrain war mit Helena Rehlingen verheiratet, Anna Maria Grimming von Niederrain (* 1631, † 1651) hatte 1649 Ludwig Franz Freiherr von Rehlingen (* 1619, † 4. August 1684) geheiratet, Alexander Grimming zu Niederrain, fürstlicher Rat und Hauptpfleger auf Hohensalzburg war mit Sophie  Überacker verheiratet. Am 31. Januar 1692 starb Rudolph von Grimming in Durach, auf den die Gründungen der Wallfahrtsorte Maria Plain und Maria Trost zurückgehen. Er war der Sohn von Argula von Eckher von Kapfing, (verheiratete von Grimming) aus Schloss Train und dem Pfleger auf Schloss Fürsteneck, Johann Ludwig von Grimming von Niederrain.

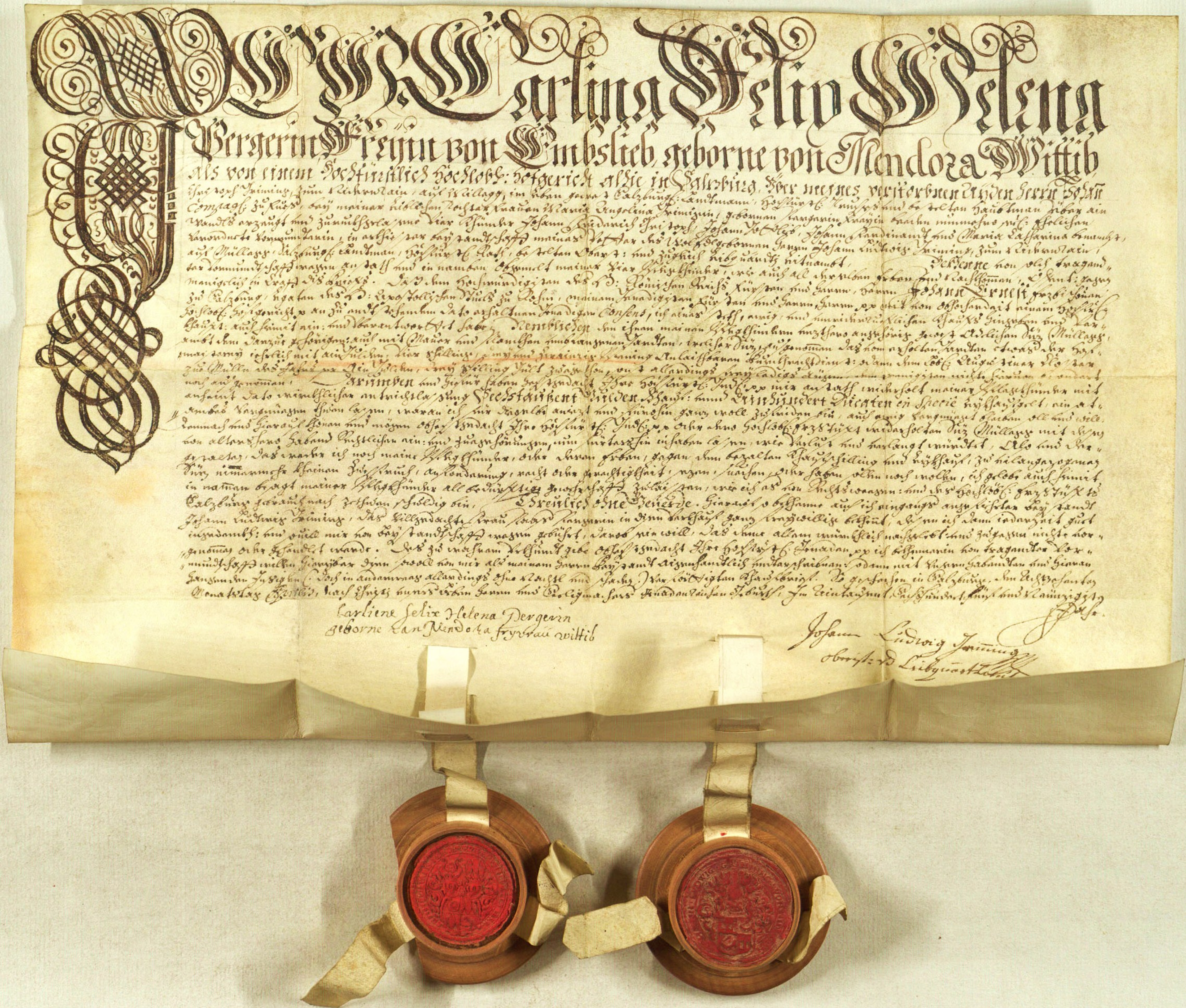
Leihverkaufsurkunde über Schloss Müllegg von 1695

Die verwitwete Freifrau Carlina Felix Helena Perger von Emslieb, geb. von Mendoza, verkaufte 1695 als Vormund für ihre Enkelkinder, die vier Kinder ihres verstorbenen Schwiegersohns, des Hoftruchsessen Johann Christoph Griming zum Niderrain, auf Müllegg, und ihrer Tochter Maria Angelina Griming, geb. Perger von Emslieb, nämlich Johann Friedrich Christoph, Johann Gottlieb, Johann Ferdinand und Maria Catharina Griming zum Niderrain, mit Unterstützung ihres Vetters, des Hofrats, Obersts und Leibgardeleutnants Johann Ludwig Griming zum Niderrain, auf Müllegg, dem Erzbischof Johann Ernst von Salzburg den adeligen Sitz Müllegg samt Zugehör um 6000 fl. und 100 Dukaten Leihkauf.
Im 18. Jahrhundert war auch kurzfristig das Schloss Adelstetten an einen Grimminger gegangen. 1753 wird auf Schloss Tandalier als Besitzer Johann Josef Gottlieb Grimming von Niederrain und Herr zu Emslieb genannt.
Der erbländische Freiherrenstand wurde 1756 dem Kämmerer, Hofkammerrat und Administrator zu Landsberg, Johann Gottfried Grimming von Stahl, bestätigt. Der Rentbeamte zu St. Gilgen, Joseph Freiherr Grimming von Stahl, auf Adelstetten, wurde in der Zeit als Salzburg von Bayern okkupiert war, 1813 in Bayern immatrikuliert und war salzburgischer, steierischer kärntnerischer Herr und Landmann. Vermählt war er seit 1818 mit der Freiin Anna von Lützelburg (* 1797), Tochter des Freiherrn Joseph von Lützelburg und der Anna geb. von Reiggersperg.

## Wappen

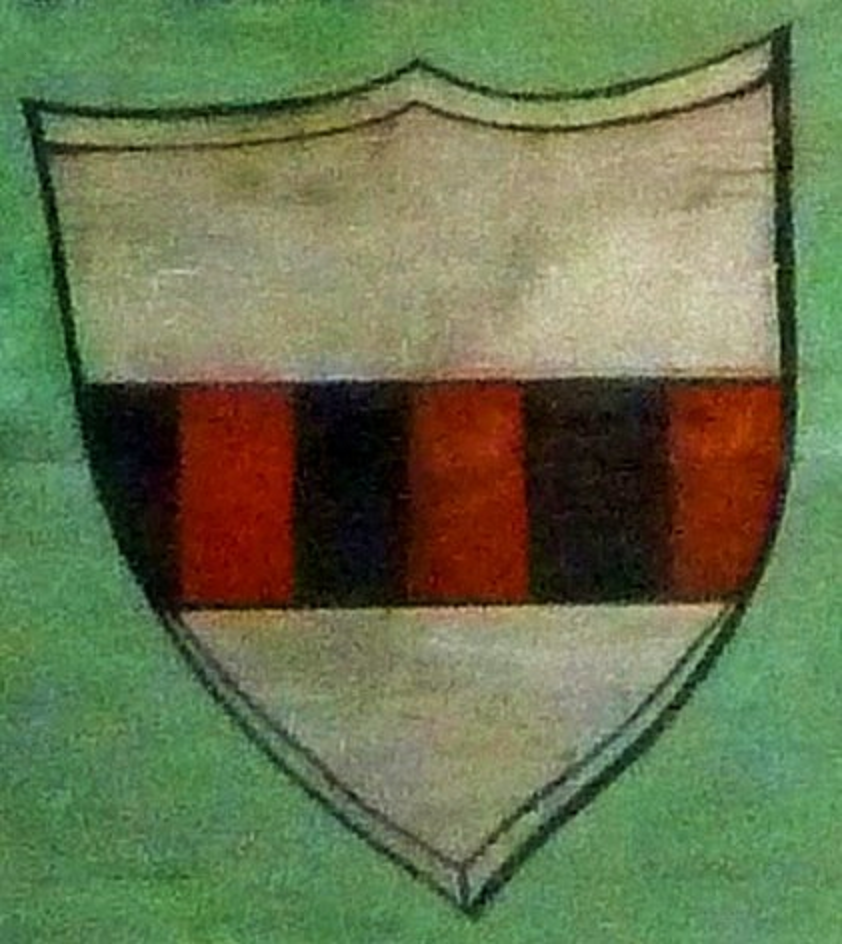
Wappen der Grimming auf Schloss Goldegg (um 1536)
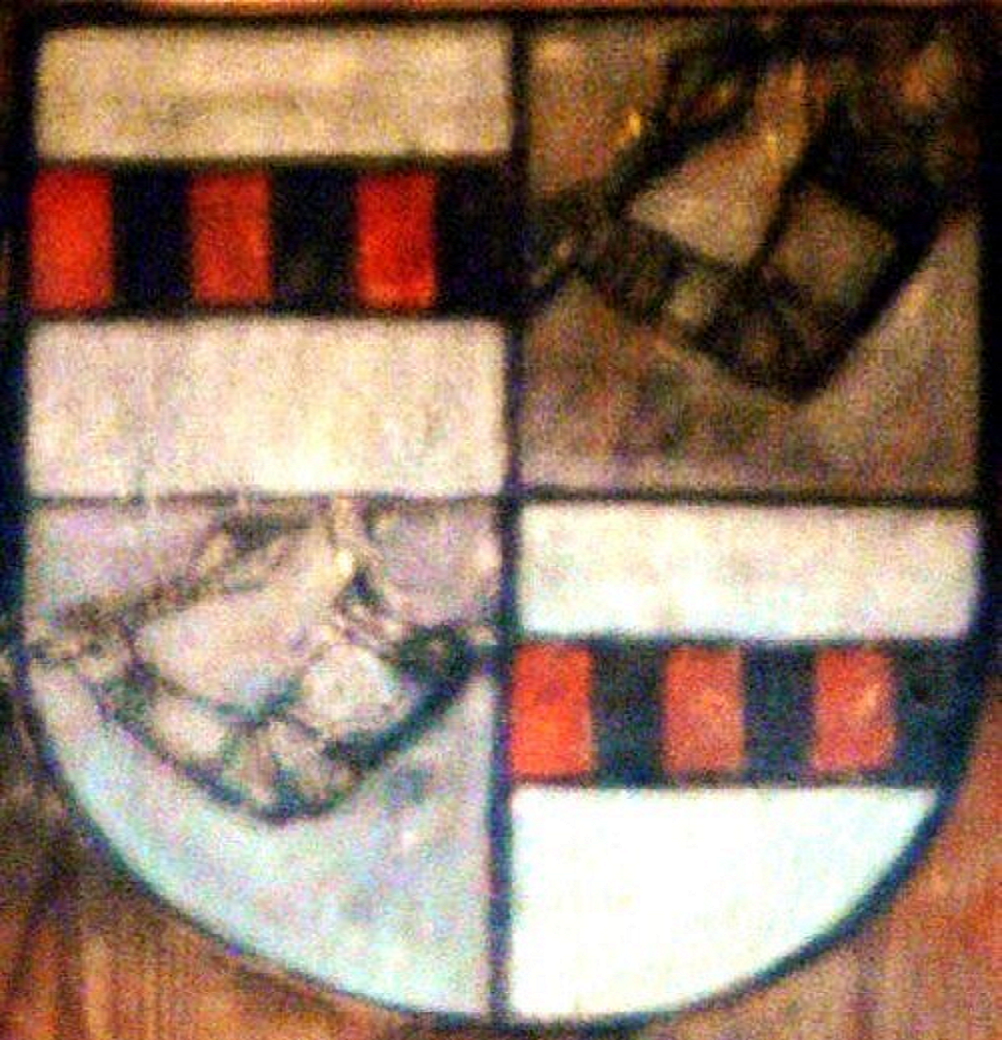
Wappen der Grimming auf Festung Hohensalzburg
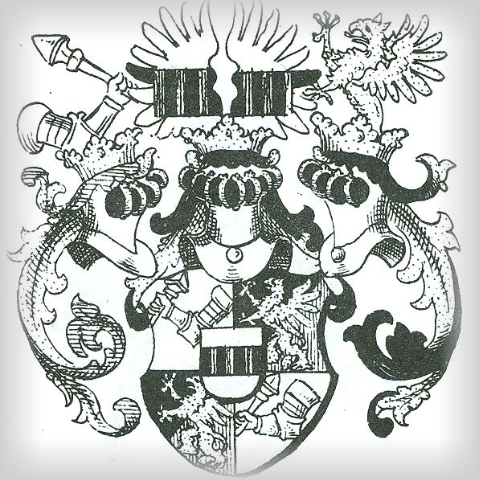
Freiherrenwappen der Grimminger nach Siebmachers Wappenbuch

Das Wappen von 1649 ist geviert und belegt mit einem silbernen Herzschild, darin drei rote Pfähle, überdeckt von einem schwarzen Balken (Stammwappen), 1 und 4 in Gold einwärts-gekehrt ein geharnischter Arm, einen Streitkolben haltend, 2 und 3 schrägrechts geteilt, oben in Schwarz ein wachsender goldener Greif, unten rot und ledig. Drei Helme: auf dem rechten mit blau-goldenen Decken der Arm mit dem Pusikan, auf dem mittleren mit schwarz-silbernen Decken ein offener, wie der Herzschild bezeichneter Flug (Stammwappen), auf dem linken mit schwarz-goldenen Decken der wachsende Greif.